# 99. pr. Kr.
◄ | 2. stoljeće pr. Kr. | 1. stoljeće pr. Kr. | 1. stoljeće | ►
◄ | 120-ih pr. Kr. | 110-ih pr. Kr. | 100-ih pr. Kr. | 90-ih pr. Kr. | 80-ih pr. Kr. | 70-ih pr. Kr. | 60-ih pr. Kr. | ►
◄◄ | ◄ | 102. pr. Kr. | 101. pr. Kr. | 100. pr. Kr. | 99 pr. Kr. | 98. pr. Kr. | 97. pr. Kr. | 96. pr. Kr. | ► | ►►
Astronomija

## Rođenja
- Lukrecije, latinski filozof i poetičar († 55. pr. Kr.)

## Smrti
- Gaj Servilije Glaucija, ubojica Gaja Memijusa (samoubojstvo)